# 방어산로
방어산로(Ave. Bangeosan-ro)는 경상남도 진주시 지수면 청담리와 함안군 군북면 사도리를 잇는 경상남도의 도로이다. 인근에 있는 방어산의 이름을 따와 방어산로라고 명명되었으며, 전구간 편도 1차로(왕복 2차로)로 이루어져있다.
전 구간이 남해고속도로와 나란히 달리며, 남해고속도로를 보조하는 역할을 한다. 휴일, 명절, 성수기 등 남해고속도로 정체가 심할 때에는 주 우회도로로 많이 사용된다.

## 주요 경유지
경상남도
- 진주시 지수면 - 함안군 군북면

## 연결도로
- 기점인 지수면에서는 지방도 제1037호선, 지수로와 접하며, 이를 통해 진주 시내, 의령으로 갈 수 있다.
- 종점인 군북면에서는 국도 제79호선, 함마대로를 통해 군북, 의령으로 갈 수 있으며, 월촌로를 통해 법수면 방향으로 갈 수 있다. 군북 나들목을 통해 남해고속도로에 진입할 수 있다.